# The Cosmopolitan of Las Vegas
The Cosmopolitan of Las Vegas es un lujoso resort casino y condo que empezó a construirse en octubre de 2005 al sur del Bellagio en el lado oeste del Strip de Las Vegas. El hotel inaugurado el 15 de diciembre de 2010, tiene 2 200 unidades de condominios; 800 habitaciones de hotel; un casino de 75 000 ft² (7000 m²); 300 000 ft² (30 000 m²) de espacio de tiendas y restaurantes ; un 40 000 ft² (4000 m²) spa y un gimnasio; un teatro de 1,800 asientos; y 150 000 ft² (14 000 m²) de espacio para convenciones, reuniones y negocios.
La fachada de cristal y el podio, fue diseñado por Arquitectonica y Jean-Pierre Kocher, y está manufacturado por una firma de Hong Kong, Far East Aluminum Works. El hotel y el casino están gestionados por MGM Resorts.
El Cosmopolitan Resort, al igual que el hotel Palazzo, son los primeros de la nueva generación de hoteles de Las Vegas de "full service (servicio completo en español) y resorts ultra compactos. Ambos resorts, debido a la necesidad y falta de terreno, tendrán un estacionamiento subterráneo sobre mismo hotel.
En mayo de 2022, Blackstone completó la venta de The Cosmopolitan a MGM Resorts por 5.600 millones de dólares.  El Cosmopolitan pasó a formar parte de MGM Rewards dos años más tarde, el 30 de julio de 2024. 